# Corrido (genere musicale)

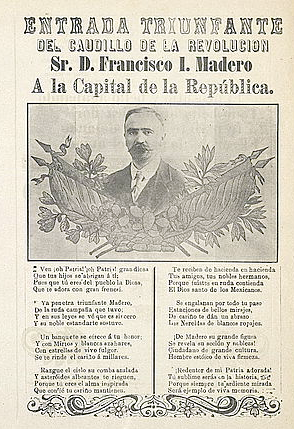
Spartito di corrido che celebra l'entrata di Francisco Madero a Città del Messico nel 1911.

Il corrido (Spagnolo: koˈriðo) è un costituito da musica e parole popolari di genere narrativo, che formano una ballata. Le canzoni parlano spesso di oppressione, storia, vita quotidiana dei contadini e di altri argomenti socialmente rilevanti. È ancora una forma popolare oggi in Messico ed è stato molto popolare durante la Rivoluzione messicana del XX secolo. Il corrido deriva in gran parte dalla romanza e nella sua forma più conosciuta consiste in un saluto dal cantante e da un prologo alla storia, seguito dalla storia stessa, una morale finale e l'addio del cantante.

## Storia

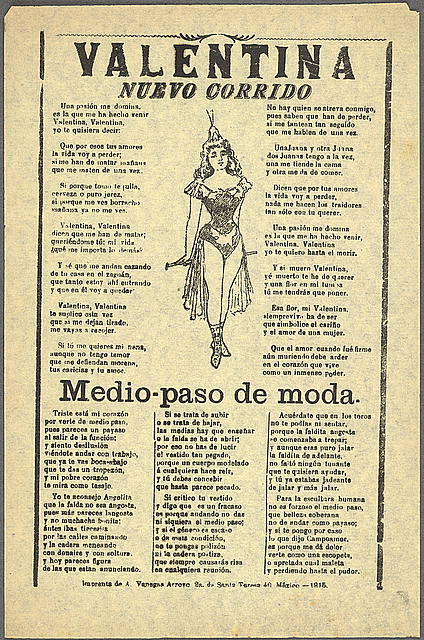
Un esempio di un foglio di canzoni o di uno spartito di corrido, al culmine della rivoluzione messicana

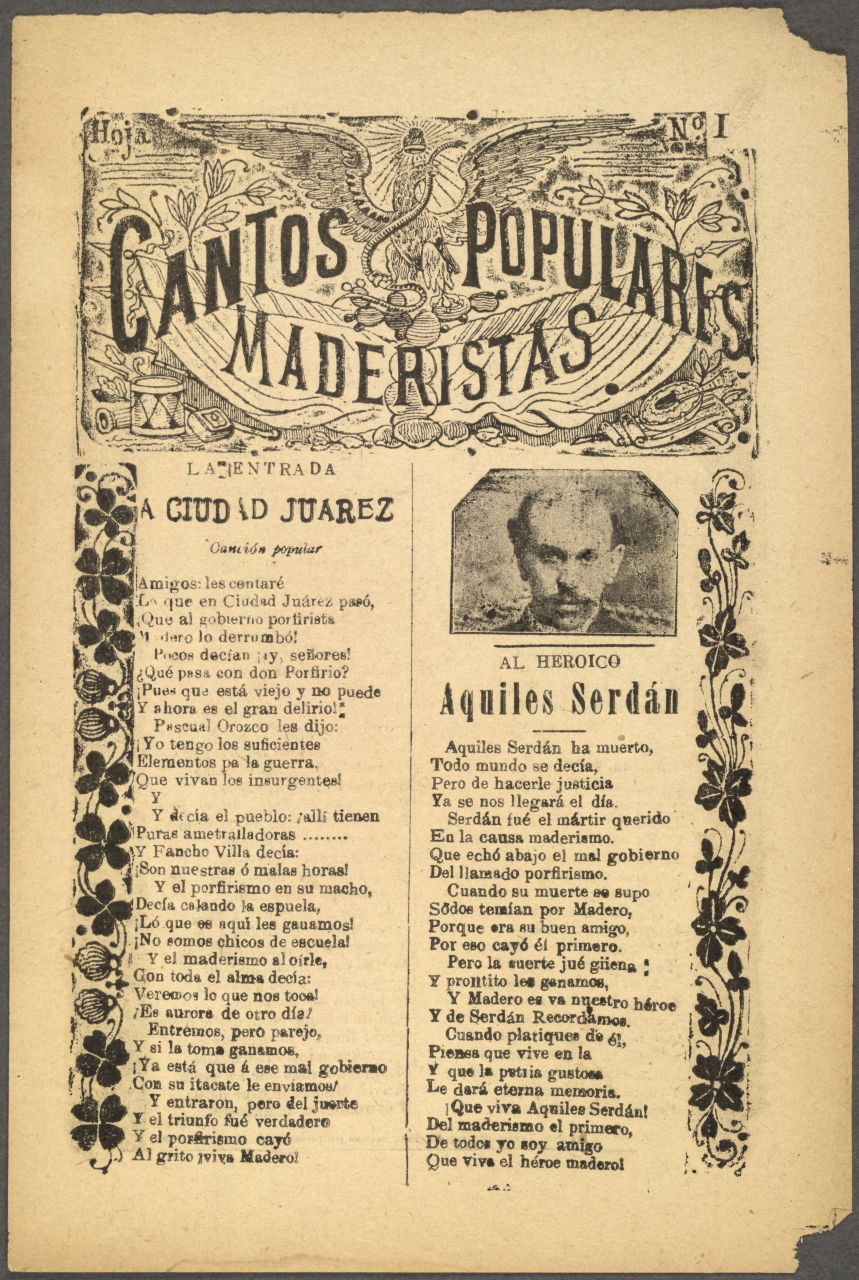
Canzone sull'entrata a Ciudad Juarez, canzone popolare. All'eroico Aquiles Serdán

Fino all'arrivo e al successo dei mass media elettronici (metà del XX secolo), il corrido serviva in Messico come principale sbocco informativo ed educativo, anche con scopi sovversivi, a causa di un'apparente semplicità linguistica e musicale che si prestava alla trasmissione orale. Dopo la diffusione della radio e della televisione, il genere si è evoluto in un nuovo stadio ed è ancora in fase di maturazione. Alcuni studiosi, tuttavia, considerano il corrido essere morto o moribondo in tempi più recenti (si veda ad esempio Vicente T. Mendoza, El corrido mexicano, 1954). In altre zone rurali in cui le culture spagnola e messicana sono state preservate a causa dell'isolamento, la storia d'amore ha assunto altre forme correlate al corrido. Nel Nuovo Messico, per esempio, durante il periodo coloniale è emersa una storia che era conosciuta come un'Indita, che segue vagamente il formato di un corrido, ma è declamata piuttosto che cantata, simile a un canto nativo americano, da cui il nome Indita.
I primi esemplari esistenti di corrido sono versioni adattate di romanzi spagnoli o racconti europei, principalmente sull'amore disonorato o idealizzato o su argomenti religiosi. Questi, che comprendono (tra gli altri) "La Martina" (un adattamento del romanzo "La Esposa Infiel") e "La Delgadina", mostrano le stesse caratteristiche stilistiche di base dei successivi corrido tradizionali (tempo 1/2 o 3/4 e verso menor lirico compositivo, che significa versi di otto o meno sillabe fonetiche, raggruppati in strofe di sei o meno versi).
A partire dalla Guerra d'indipendenza messicana (1810-1821) e culminata durante la rivoluzione messicana (1910-1921), il genere ha prosperato e acquisito i suoi toni "epici", insieme alla struttura narrativa in tre fasi descritta sopra.
Uno spartito contemporaneo della canzone corrido La cucaracha pubblicato durante la rivoluzione messicana. Nota i testi originali e il riferimento ai cartoncitos, che erano un tipo di scrittura emessa come pagamento.

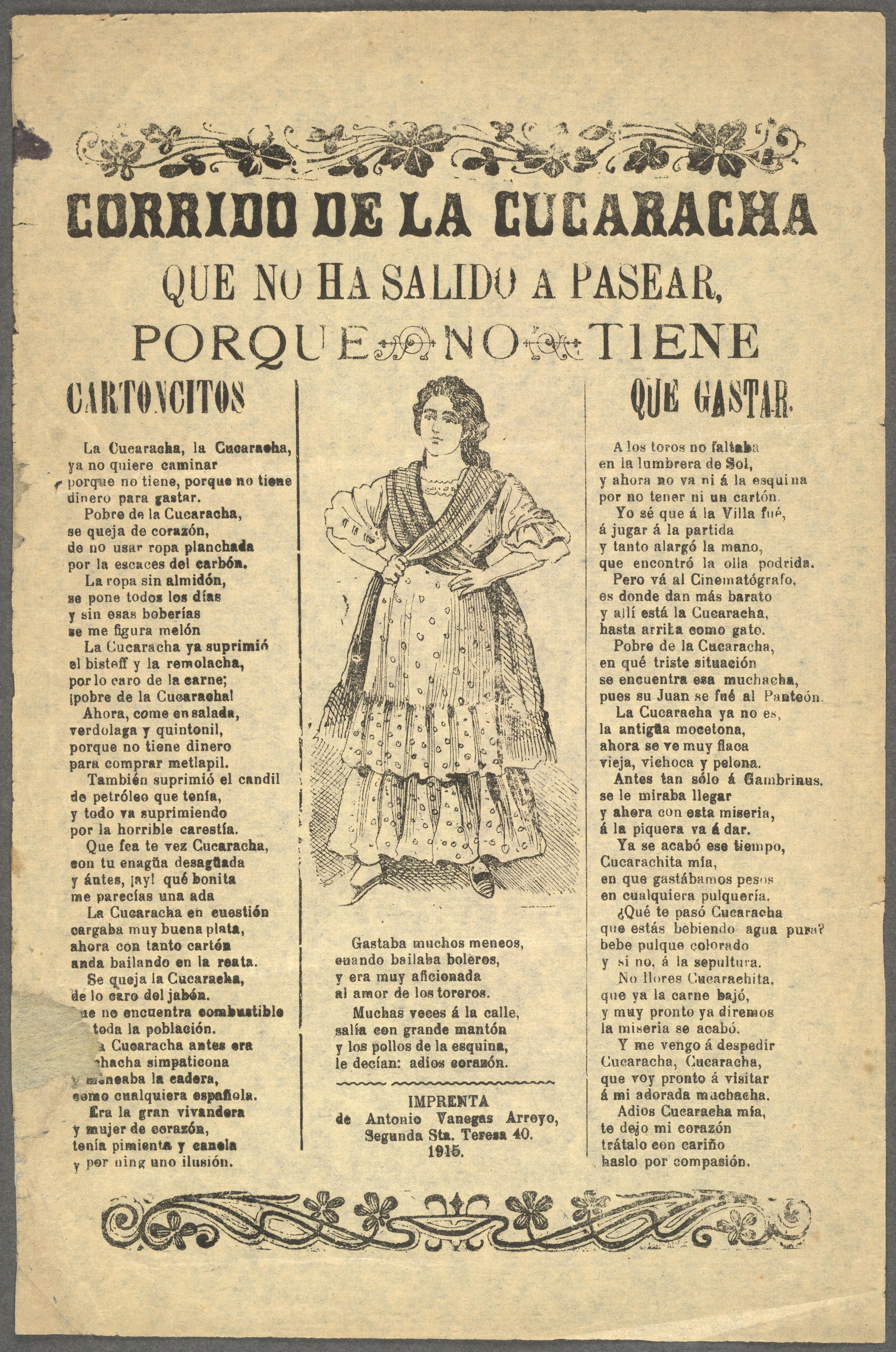
Uno spartito della canzone corrido "La cucaracha" pubblicato durante la rivoluzione messicana. Nota il testo originale e il riferimento ai "cartoncitos", che erano un tipo di script pubblicato come pagamento.

Alcuni corrido possono anche essere storie d'amore. Inoltre, ci sono corrido sulle donne ("La Venganza de Maria", "Laurita Garza", "La tragedia de Rosita e la adelita") e coppie, non solo sugli uomini. Alcuni addirittura impiegano storie inventate dai loro compositori.
Prima dell'utilizzo diffuso della radio, i corrido popolari venivano tramandati come tradizione orale, spesso per diffondere notizie di eventi (ad esempio, La cárcel de Cananea) e popolari eroi e umorismo per la popolazione, molti dei quali erano analfabeti prima del miglioramenti al sistema educativo post rivoluzione. Lo studio accademico dei corrido scritti durante la Rivoluzione mostra che sono stati usati come mezzo per comunicare notizie in tutto il Messico come risposta alla propaganda diffusa sui giornali che erano di proprietà del governo corrotto di Porfirio Díaz. Spartiti di famosi corrido sono stati venduti o inclusi nelle pubblicazioni. Altri fogli di corrido sono stati distribuiti gratuitamente come una forma di propaganda, per elogiare leader, eserciti e movimenti politici, o in alcuni casi per deridere l'opposizione. Il più noto corrido rivoluzionario è La cucaracha, una vecchia canzone che è stata riformulata per celebrare le gesta dell'esercito di Pancho Villa e prendere in giro la sua nemesi Venustiano Carranza.
Con il consolidamento del "Presidencialismo" (l'era politica seguita alla rivoluzione messicana) e il successo dei mass media elettronici, il corrido perse il suo primato come forma di comunicazione di massa, diventando parte di un culto folcloristico da un lato e, dall'altro, la voce dei nuovi sovversivi: lavoratori oppressi, coltivatori di droga o trafficanti di esseri umani, attivisti di sinistra e lavoratori agricoli emigrati (principalmente negli Stati Uniti). Questo è ciò che gli studiosi designano come lo stadio "decadente" del genere, che tende a cancellare le caratteristiche stilistiche o strutturali del corrido "rivoluzionario" o tradizionale senza una comprensione chiara e unificata della sua evoluzione. Ciò è principalmente indicato dal "narcocorrido", nel quale molte sono ballate egocentriche pagate dai contrabbandieri di droga a compositori anonimi e quasi analfabeti (maggiori informazioni su questa affermazione qui), ma altre sono provenienti dai più popolari artisti di norteño e banda e scritte da alcuni dei più riusciti e influenti compositori di ranchera.
Nell'area culturale meticcio-messicana le tre varianti di corrido (romantico, rivoluzionario e moderno) sono sia vive che cantate, insieme a generi narrativi parenti popolari, come la "valona" dello stato di Michoacán, il "son arribeño" della Sierra Gorda (Stati di Guanajuato, Hidalgo e Querétaro) e altri. La sua vitalità e flessibilità permettono ai testi originali del corrido di essere costruiti su generi musicali non messicani, come il blues e lo ska, o con testi non spagnoli, come la famosa canzone El Paso di Marty Robbins, e corrido composti o tradotti da comunità indigene messicane o dal popolo "Chicano" negli Stati Uniti, in inglese o in "Spanglish". Il corrido era, ad esempio, il sistema preferito del Teatro Campesino guidato da Luis Valdez, per mobilitare gran parte dei contadini messicani e messicani-americani in California durante gli anni '60.
I corrido hanno visto un rinascimento nel XXI secolo. I corrido contemporanei presentano temi contemporanei come il narcotraffico (narcocorridos), l'immigrazione, i lavoratori migranti e persino il Chupacabra.

### Forma
I corrido, come le rancheras, hanno musica strumentale introduttiva e adornos (abbellimenti) che interrompono le strofe dei testi. Tuttavia, a differenza delle rancheras, il ritmo di un corrido rimane abbastanza costante. Il corrido ha un ritmo simile a quello del valzer europeo; le rancheras possono essere banda, suonati in una varietà di ritmi. I corrido raccontano spesso storie, mentre le rancheras sono per ballare.
Come le rancheras, i corrido possono essere suonati da gruppi di mariachi, norteño, duranguense, Tejano e grupera. Gli strumenti utilizzati per suonare la canzone differiscono dal tipo di banda che suona il corrido.

## Cantanti di corrido importanti
- Concha Michel
- Los Cadetes de Linares
- Chalino Sánchez
- Ramon Ayala
- Roberto Tapia
- Los Tigres del Norte
- José Alfredo Jiménez
- Beto Quintanilla
- Los Tucanes de Tijuana
- Gerardo Ortiz
- Ariel Camacho
- Jenni Rivera

## Caratteristiche musicali
Il corrido era originariamente eseguito come una semplice melodia con accompagnamento di chitarra. Era eseguito in tempo di valzer ed ora normalmente adotta un ritmo di polka. Fino dalla commercializzazione del corrido, esso è spesso eseguito da gruppi finanziati professionalmente dalle case discografiche.

## Filmografia
- 2006 - Al Otro Lado (To the Other Side), Regista Natalia Almada
- 2007 - El Violin (The Violin), Regista Francisco Vargas
- 2008 - El chrysler 300: Chuy y Mauricio Regista Enrique Murillo
- 2009 - El Katch (The Katch) Regista Oscar Lopez